# Sinioukha
La Sinioukha (Синю́ха) (eaux bleues) est une rivière dans le sud de l'Ukraine, affluent gauche du Boug méridional. Elle se jette dans le Boug méridional à hauteur de la ville de Pervomaïsk.

## Description
Elle coule du haut plateau du Dniepr jusqu'aux districts de Novoarkhanguelsk et d'Olchanka de l'oblast de Krivoï Rog et du raïon de Pervomaïsk. Les versants de la rivière sont disséqués par des ravins, avec des affleurements rocheux caractéristiques ; dont la largeur va jusqu'à 600 m et la profondeur jusqu'à 60 m. Le cours de la rivière Sinioukha est sinueux dans certaines zones.
La rivière tire son nom d'origine de la couleur bleue de l'eau douce, qui était particulièrement visible à la frontière de la steppe forestière et de la steppe.
- Longueur — 111 km
- Bassin — 16725 km²

Largeur:
- Amont — 45-50 m
- Aval — jusqu'à 90 m

La minéralisation de l'eau du fleuve : la cyanose est : crue printanière - 697 mg/dm³ ; basses eaux été-automne - 708 mg / dm³; basses eaux hivernales — 824 mg/dm³.